# Maryse Hilsz
Maryse Hilsz (Levallois-Perret (Alts del Sena), 7 de març del 1901 - Moulin-des-Ponts (Ain), 30 de gener del 1946) va ser una aviadora francesa coneguda pels seus vols de llarg recorregut i que va servir a la Resistència francesa.
Marie-Louise Hilz va iniciar la seva carrera fent salts de paracaigudes per 500 francs el salt. L'any 1930 es va comprar un DH.60 Gipsy Moth i es va disposar a recórrer els 24.000 km. que separen París i Saigon, a la Indoxina francesa i tornar. A causa d'uns problemes mecànics el vol va durar tres mesos però Maryse va ser la primera dona en aconseguir completar el recorregut. El 1933 va rebre el premi a la "Dona de l'any" atorgada per la Fédération Aéronautique Internationale, juntament amb Amelia Earhart. El 1936 va guanyar la copa Hélène Boucher volant amb un Breguet 270 Series.